# Crossotus brunneopictus
Crossotus brunneopictus är en skalbaggsart som först beskrevs av Leon Fairmaire 1891.  Crossotus brunneopictus ingår i släktet Crossotus och familjen långhorningar.
Artens utbredningsområde är Kenya. Inga underarter finns listade i Catalogue of Life.